# Praia da Nazaré (ilha de São Tomé)
A Praia da Nazaré é uma praia do Arquipélago de São Tomé e Príncipe, localiza-se a Norte da ilha de São Tomé entre a Praia do Lagarto e a Praia Gamboa, frente à localidade de Santo Amaro.